# アヒルのヤッキー
アヒルのヤッキー（Yakky Doodle）は、ハンナ・バーベラ・プロダクション制作のヨギ・ベア（クマゴロー）（1961年）に登場するキャラクター。ヤッキー・ドゥードルという名前は、ヤンキー・ドゥードルが元となっている。

## 詳細
ヤッキー・ドゥードルは、緑の羽を持った黄色いアヒル。養父で友達のチョッパーと一緒に暮らしている。ヤッキーは、いつも危ない目にあうことが多く、悪いキツネや悪いワニに追われることがある。いつも「君は僕のママ？」と言っているほか、「Ta-ra-ra Coom-de-ay」をよく歌う。
ヤッキーは、クマゴローのエピソードにビディ・バディという名前で「Slumber Party Smarty」と「Duck in Luck」という回に登場したことがある。オギーとダディーのエピソード「Gone to the Ducks」と「Yuk Yuk Duck」「Let's the Duck Out」にも登場したことがあり、ライオンのレオのエピソード「Live and Lion」でも登場したことがある。
他にはまんがおもしろオリンピック、ハンナ・バーベラ秘宝探検団、アニマニアックス、ジェリーストーン!などといった作品にも登場している。

## キャラクター
※テレビ版においては2001年4月頃にカートゥーンネットワークの「カートゥーン・カートゥーン・ショー」で再放送していたようである（例：「レストランで働くぞ」）。
クックちゃん（ビデオ版ではヤッキー）
声 - ジミー・ウェルドン、日本語吹き替え - 沢田和猫（テレビ版）、丸山裕子（ビデオ版）
Chopper
声 - ヴァンス・コルヴィッグ、日本語吹き替え - 不明（テレビ版）、
ヤッキーを悪者から救うブルドッグ。
Fibber Fox
声 - ドーズ・バトラー、日本語吹き替え - 不明（テレビ版）
ヤッキーを食いに狙う悪いキツネ。
ネコ
声 - ドーズ・バトラー、日本語吹き替え - 不明（テレビ版）
Fibber Foxの親戚で、ヤッキーを食うことを狙っているが、Chopperや女主人に叱られることがある。
alffy Gator
声 - ドーズ・バトラー、日本語吹き替え - 不明（テレビ版）
ヤッキーを料理にしようとするゲイター（ワニ）。